# Японский женский университет
Японский женский университет (яп. 日本女子大学; иногда называется Нихон Дзёси Дайгаку в соответствии с оригинальным произношением) — частный университет для женщин со штаб-квартирой в Токио. Он был основан 20 апреля 1901 года педагогом Дзинзо Нарусэ и стал первым женским высшим учебным заведением в Японии. В наши дни университет имеет два кампуса: Медзиродай (яп. 目白台) в районе Бункё в Токио и Ниси‑Икута (яп. 西生田) в районе Тама‑ку города Кавасаки. По данным на 2024 год, количество преподавателей составило 259, студенток — 6214. С Японским женским университетом аффилированы начальная, средняя и старшая школа, а также детский сад.

## История

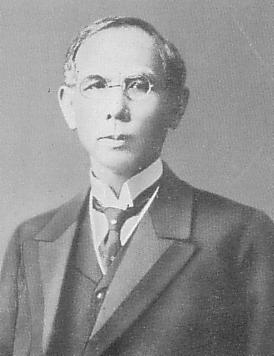
Дзиндзо Нарусэ в 1868—1912 годах

Доктор Дзиндзо Нарусэ, общественный деятель и христианский миссионер, выступал против официальной позиции властей, считавших высшее образование необязательным для японок. Он считал, что обучение полезно для физического, умственного и духовного здоровья женщины, а также позволяет ей стать всесторонне развитой и действовать эффективно, в том числе грамотно вести домашнее хозяйство. Доктор Нарусэ основал две школы для девочек в Японии, затем начал работу над созданием женского университета. В 1896 году он опубликовал книгу «Женское образование» и встретился с другими сторонниками этой идеи, вместе с которыми позднее собрал средства на открытие учебного заведения.
Университет был основан в 1901 году, его первым президентом стал Дзиндзо Нарусэ. Изначально туда поступило всего 510 студенток. В 1905 году был основан фонд Японского женского университета, в 1906 году появились связанные с ним детский сад и начальная школа для девочек, а также были достроены библиотека и общежитие. Доктор Нарусэ возглавлял Японский женский университет до тех пор, как в 1919 году понял, что тяжело болен, и принял решение оставить пост. Он произнёс прощальную речь и выделил три принципа, на которых должно строиться обучение: твёрдые убеждения, спонтанное творчество и служение обществу. 4 марта того же года Дзиндзо Нарусэ скончался.
В 1934 году была приобретена земля для постройки кампуса Ниси‑Икута, в 1943 факультеты японской и английской литературы переместились туда. В 1948 году Японский женский университет начал функционировать в рамках новой системы образования. Через год было открыто отделение заочного обучения. Фонд Японского женского университета был реорганизован в Корпорацию школ Японского женского университета в 1951 году. С 2007 года обучение по программам аспирантуры и магистратуры стало доступно в заочной форме. Тогда же создана программа повышения квалификации.

## Структура
В Японском женском университете реализуется интегрированное образование. Для этого существуют детский сад «Homei» и одноимённая начальная школа, а также средняя и старшая школы.
В университете есть факультеты:
- экономики;
- пищевых наук;
- архитектурного проектирования;
- международных исследований;
- домоводства;
- литературы;
- гуманитарных и социальных наук;
- естественных наук.

## Известные выпускницы
- Райтё, Хирацука — писательница, журналистка и активистка
- Миямото, Юрико — писательница и активистка
- Энти, Фумико — писательница и драматург
- Сэдзима, Кадзуё — архитектор
- Такахаси, Румико — мангака
- Мацуи, Кэйко — пианистка и композитор
- Уэно, Мию — кёрлингистка